# 17-es busz (Békéscsaba)
A békéscsabai 17-es jelzésű autóbusz a belvárosi Szabadság tér és a Lencsési autóbusz-forduló között közlekedik. A viszonylatot a Volánbusz üzemelteti. Ez az egyik járat, amely hétköznap összeköti Lencsési lakótelepet a belvárossal.
A vonalon javarészt MAN SG 263-as és Mercedes-Benz Conecto O345G autóbuszok járnak.

## Jellemzői
A buszokon egész nap sokan utaznak. Főleg a Lencsési lakótelepről a belvárosba utazók használják.

## Útvonala
| Lencsési autóbusz-forduló felé                                                            | Szabadság tér felé                                                                        |
| ----------------------------------------------------------------------------------------- | ----------------------------------------------------------------------------------------- |
| - Szabadság tér - Dózsa György út - Corvin utca - Lencsési út - Lencsési autóbusz-forduló | - Lencsési autóbusz-forduló - Lencsési út - Corvin utca - Dózsa György út - Szabadság tér |

## Megállóhelyei
A Szabadság tér felé a buszok érintik a Lencsési, TESCO megállót is, míg a Lencsési autóbusz-forduló felé kihagyják.
| 0  | Szabadság tér végállomás             | 10 | 1, 3, 3M, 3V, 4, 7F "B" útvonalon, 17M, 17V                                | Békéscsabai Bartók Béla Művészeti Szakközépiskola, és Alapfokú Művészetoktatási Intézmény, Zeneiskola, Békéscsabai Járási Hivatal, Békéscsabai Városi Önkormányzat, Fegyveres Erők Klubja, Fiume Hotel, Jókai Színház, K&H Bank, Magyar Államkincstár Dél-Alföldi Regionális Igazgatóság, MKB Bank, OTP Bank, Sas Patika, Városháza |
| 2  | Kölcsey utca                         | 9  | közvetlenül: 17M, 17V közvetve: 7 mindkét esetben: 7F                      | Napraforgó Gyógypedagógiai Központ, Korai fejlesztő és Fejlesztő felkészítő, Fejlesztő Iskola és Nappali Intézmény, Önálló Életvitel Központ és Integrált Támogató Szolgálatok Árpád Gyógy- és Strandfürdő |
| 4  | Ábrahámffy utca                      | 8  | 7 Lencsési autóbusz-forduló felé, 7F "B" útvonalon, 17M, 17V               | Lidl, Aldi, Tesco Hipermarket |
| ∫  | Lencsési, TESCO                      | 7  | 7 Autóbusz-állomás felé, 7F, 17M Malom tér felé, 17V Autóbusz-állomás felé | Tesco Hipermarket |
| 5  | Körgát                               | 6  | 7, 7F, 17M, 17V                                                            | Kastélyi evangélikus temető |
| 6  | Lencsési ABC                         | 5  | 7, 7F, 17M, 17V                                                            | Spar, Lencsési gyógyszertár, Lencsési úti orvosi rendelők, Azúr Drogéria, Pietro ABC |
| 7  | Lencsési lakótelep                   | 3  | 7, 7F, 17M, 17V                                                            | |
| 9  | Ifjúsági tábor                       | 1  | 7, 7F, 17M, 17V                                                            | Reál |
| 10 | Lencsési autóbusz-forduló végállomás | 0  | 7, 7F, 17M, 17V                                                            | Élővíz-csatorna, Fenyves Hotel, BSZC Széchenyi István Kollégium, Parkerdő |

## Kiegészítések

### Aktív
- Malom tér-Lencsési autóbusz-forduló járatok (M)
- Autóbusz-állomás-Szabadság tér-Lencsési autóbusz-forduló járatok (V)

### Megszűnt
- Gyorsjáratok (G): 2012 októbere előtt néhány járat a Corvin utcai és Dózsa György úti megállók érintése nélkül közlekedett.
- Ruhaipari Szakközépiskola járatok (R): 2012 októbere előtt néhány járat a Ruhaipari Szakközépiskoláig/iskolától közlekedett.

## Külső hivatkozások
- Békéscsaba buszjáratai és menetrendjük
- A Dél-alföldi Közlekedési Központ Zrt. honlapja
- A Körös Volán honlapja